# Глоговець (Польща)
Глоговець (пол. Głogowiec) — село в Польщі, у гміні Триньча Переворського повіту Підкарпатського воєводства, між Сяном і Віслоком. Населення — 301 особа (2011).

## Історія
У XIX ст. Глоговець був присілком села Тринча. Вперше згадується в 1855 р. В 1881 р. налічував 388 мешканців. Наприкінці століття став окремим селом.
На цей час місцеве українське населення лівобережного Надсяння після півтисячолітніх латинізації та полонізації залишилось у меншості, зокрема на 1900 р. було лише 5 греко-католиків, які належали до парафії Гориці Канчуцького деканату Перемишльської єпархії. У міжвоєнний період асиміляція звела українців нанівець і Глоговець зникає з переліку сіл парафії.
У 1975—1998 роках село належало до Перемишльського воєводства.

## Демографія
Демографічна структура станом на 31 березня 2011 року:
|          | Загалом | Допрацездатний вік | Працездатний вік | Постпрацездатний вік |
| -------- | ------- | ------------------ | ---------------- | -------------------- |
| Чоловіки | 157     | 26                 | 107              | 24                   |
| Жінки    | 144     | 24                 | 78               | 42                   |
| Разом    | 301     | 50                 | 185              | 66                   |